# Звезда (футбольная награда)
«Звезда» — приз лучшему футболисту постсоветского пространства, который определялся опросом журналистов СМИ из стран бывшего СССР. Конкурс проводился изданием «Спорт-Экспресс» в 2004—2013 годах. Также назывался «Лучший футболист стран СНГ и Балтии» и «Лучший футболист постсоветского пространства».

## История
Приз был учреждён российским спортивным изданием «Спорт-Экспресс» в 2004 году при поддержке Российского футбольного союза как аналог «Золотого мяча» для игроков постсоветского пространства (причём получить его могли как представители национальных чемпионатов, так и легионеры). Один из тренеров сборной России Ринат Дасаев предполагал, что организаторы премии хотят таким образом объединить бывшие советские республики, но усомнился в успехе, а также в интересе со стороны массового зрителя, отметив, что ему как тренеру было бы любопытно: «часто настоящие звёзды обнаруживаются в самых неожиданных местах».
В интервью Спорт-Экспрессу тогдашний президент ФИФА Йозеф Блаттер поприветствовал инициативу и понадеялся на её вклад в развитие футбола в странах бывшего СССР и в популяризацию Кубка Содружества. Руководители большинства футбольных федераций стран СНГ и Балтии дали положительную оценку идее награждения.
Первая церемония вручения прошла в феврале 2005 года на миланском стадионе San Siro, приз получил игрок «Милана» и сборной Украины Андрей Шевченко. Трёхкратным победителем (в 2007, 2008 и 2009 годах) становился Андрей Аршавин. Последний приз в марте 2014 года после товарищеского матча Россия – Армения в Краснодаре достался полузащитнику армянской команды Генриху Мхитаряну.
Вручалась по итогам календарного года лучшему футболисту СНГ и Балтии, который определялся опросом спортивных изданий, а также телерадиокомпаний стран бывшего СССР. Каждый из опрашиваемых называл пятерку, лучших на его взгляд, футболистов на постсоветском пространстве. В списке выбранные игроки распределялись журналистами с первого по пятое место. За первое место от каждого респондента игроку начислялось по 5 очков, за второе — 4, за третье — 3; за четвёртое — 2, за пятое − 1. После опроса все очки набранные футболистами суммировались, затем называлось имя победителя. Так, в 2011 году опрашивалось по три издания в каждой из 15 стран бывшего СССР, включая сам «Спорт-Экспресс», проводивший на своём сайте голосование читателей, «ТАСС» и «Первый канал».
Кроме того, публиковались ежемесячные рейтинги, например, в августе 2011 года первое место занял Александр Кержаков; в октябре 2010 пятое место досталось Генриху Мхитаряну, а в июле 2012 года он был на первом месте.

## Победители по итогам года
| Год  | Страна       | Игрок              | Клуб                                  |               |
| ---- | ------------ | ------------------ | ------------------------------------- | ------------- |
| 2004 | Флаг Украины | Андрей Шевченко    | Милан                                 | [ 4 ]         |
| 2005 | Флаг Украины | Андрей Шевченко    | Милан                                 | [ 13 ]        |
| 2006 | Флаг России  | Игорь Акинфеев     | ЦСКА                                  | [ 14 ]        |
| 2007 | Флаг России  | Андрей Аршавин     | Зенит                                 | [ 15 ]        |
| 2008 | Флаг России  | Андрей Аршавин     | Зенит                                 | [ 16 ] [ 17 ] |
| 2009 | Флаг России  | Андрей Аршавин     | Арсенал                               | [ 18 ]        |
| 2010 | Флаг России  | Александр Кержаков | Зенит                                 | [ 19 ] [ 20 ] |
| 2011 | Флаг Украины | Андрей Воронин     | Динамо (Москва)                       | [ 8 ] [ 21 ]  |
| 2012 | Флаг Армении | Генрих Мхитарян    | Шахтёр (Донецк)                       | [ 22 ] [ 23 ] |
| 2013 | Флаг Армении | Генрих Мхитарян    | Шахтёр (Донецк) / Боруссия (Дортмунд) | [ 6 ]         |